# 迪布羅瓦 (盧希內市鎮)
51°2′4″N 28°30′37″E / 51.03444°N 28.51028°E
迪布羅瓦（烏克蘭語：Діброва），是烏克蘭的村落，位於該國北部日托米爾州，由科羅斯滕區卢希内市镇負責管轄，始建於1939年，面積0.79平方公里，海拔高度188米，2001年人口80，人口密度每平方公里101.27人。